# Paul-Marie Duval
Paul-Marie Duval (* 6. August 1912 in Paris; † 14. Januar 1997 in Versailles) war ein französischer Althistoriker, Provinzialrömischer Archäologe und Keltologe.

## Leben
Paul-Marie Duval, der Sohn des Chirurgen Pierre Duval und seiner Frau Marie Germaine Lafitte, wurde nach dem Schulbesuch am Pariser Lycée Louis-le-Grand 1934 an der École normale supérieure aufgenommen. Dort studierte er Geschichte sowie Geografie und bestand 1939 die Agrégation (Staatsprüfung für das höhere Lehramt) in dieser Fächerkombination. Anschließend war er Lehrer am Pariser Lycée Claude-Bernard. Er wurde 1942 zum Mitglied der École française de Rome ernannt, die damals aber geschlossen war, und nahm in dieser Zeit an archäologischen Grabungen in Nordafrika teil (Djerba, Cherchel, Tipasa). 
Zurück in Paris war er 1944–1946 wissenschaftlicher Assistent für Alte Geschichte an der Universität Paris (Sorbonne). 1946 wurde er zum directeur d’études (entspricht einem Professor) in der historisch-philologischen (IV.) Sektion der École pratique des hautes études ernannt, wo er als Nachfolger Albert Greniers bis zu seiner Pensionierung 1980 den Lehrstuhl für Altertümer des römischen Gallien innehatte. Von 1964 bis 1982 lehrte er außerdem als Inhaber des Lehrstuhls für die Archäologie und Geschichte Galliens am Collège de France. 
Duvals Forschungsschwerpunkt war die Geschichte der Kelten, der er grundlegende historische und topografische Untersuchungen widmete. Er leitete die Grabungen bei den Thermen in Cluny (1946–1957) und beim Amphitheater von Nîmes (1961–1969). 
Für seine wissenschaftlichen Verdienste erhielt er zahlreiche Auszeichnungen im In- und Ausland: Er war Mitglied der Académie des Inscriptions et Belles-Lettres (ab 1971) und korrespondierendes Mitglied des Deutschen Archäologischen Instituts (ab 1977) sowie der Académie royale de Belgique (ab 1981) und der Accademia Nazionale dei Lincei (ab 1990), Offizier der Ehrenlegion, Großoffizier des Ordre national du Mérite, Komtur des Ordre des Palmes Académiques und Offizier des Ordre des Arts et des Lettres. Die National University of Ireland verlieh ihm 1979 die Ehrendoktorwürde.

## Schriften (Auswahl)
- La vie quotidienne en Gaule pendant la paix romaine. Paris 1960 (La vie quotidienne)
  - Deutsche Übersetzung von Carl Helmut Steckner: Gallien. Leben und Kultur in römischer Zeit. Stuttgart 1979
- Paris antique des origines au milieu du IIIe siècle. Paris 1961
- Les inscriptions antiques de Paris. Paris 1961
- La Gaule jusqu’au milieu du Ve siècle. Paris 1971
- Les Celtes. Paris 1977
  - Deutsche Übersetzung von Dietz-Otto und Sibylle Edzard: Die Kelten. München 1978
- mit Georges Pinault: Recueil des inscriptions gauloises. Vol. 3: Les Calendriers. Coligny, Villards d’Héria. Paris 1986
- Monnaies gauloises et mythes celtiques. Paris 1987
- Travaux sur la Gaule (1946–1986). Paris 1989 (gesammelte Schriften)
- De Lutèce oppidum à Paris capitale de la France. Paris 1993
- Les dieux de la Gaule. Paris 1993